# SAM-N-2 Lark

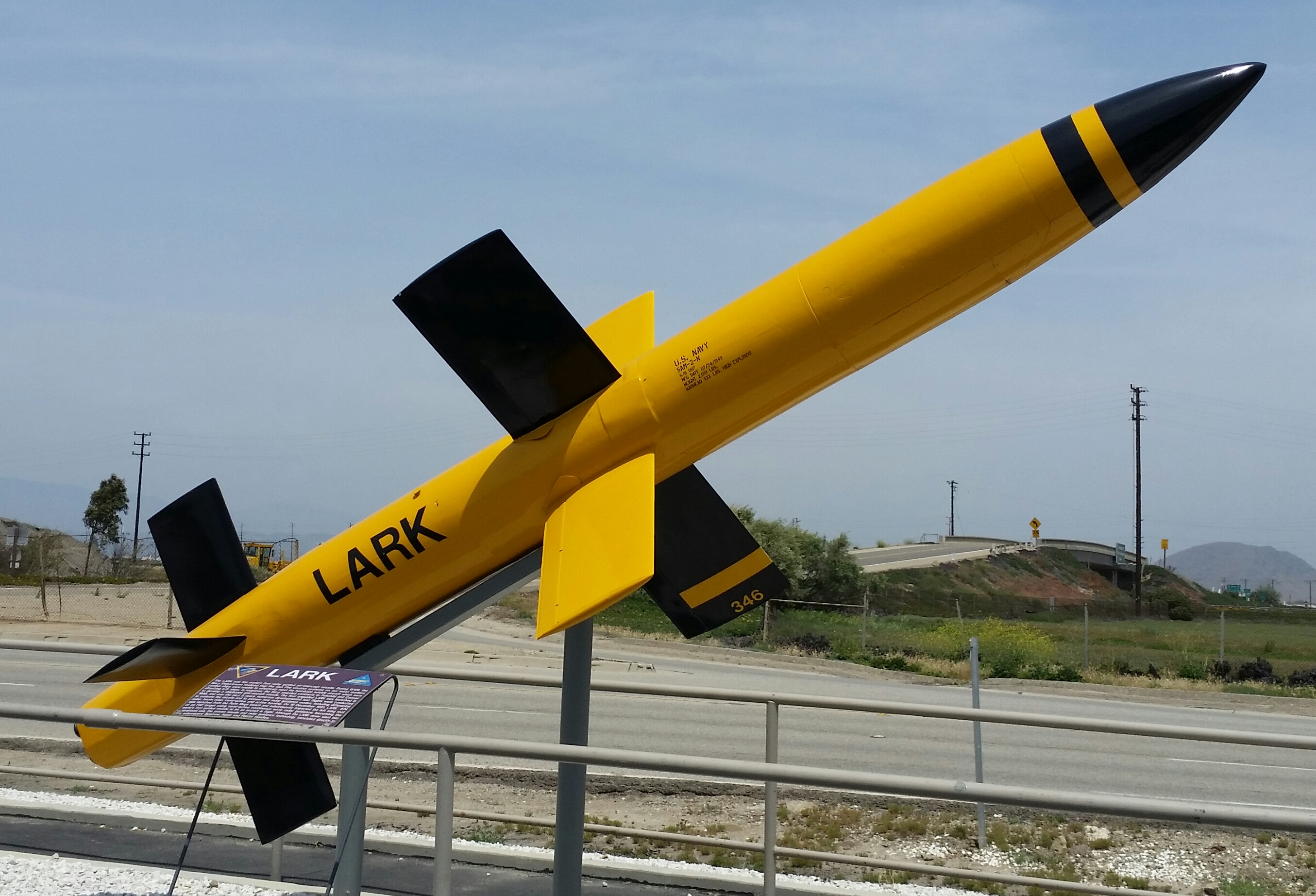

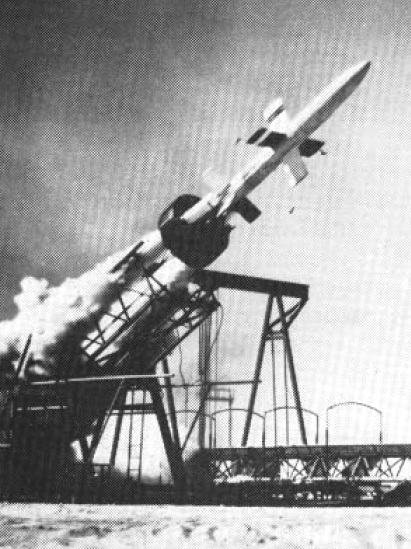
Lark lançado no Naval Air Weapons Station China Lake

O Projeto Lark foi um míssil superfície-ar de combustível líquido com foguete impulsionador de combustível sólido de alta prioridade; desenvolvido pela Marinha dos Estados Unidos para se contrapor a ameaça dos Kamikazes. Depois que a configuração do Lark foi estabelecida pelo Bureau of Aeronautics em janeiro de 1945, a Fairchild Aircraft recebeu o contrato para produzir 100 mísseis em março de 1945. A Fairchild usava guiamento por comando de rádio. Um contrato de backup para mais 100 mísseis foi dado a Convair em junho de 1945. Nenhuma versão obteve sucesso. Seis mísseis da Convair foram dados a Raytheon para explorar radar Doppler para buscadores de alvos de mísseis guiados. Um dos sistemas de guia da Raytheon no míssil da Convair foi responsável pela segunda interceptação bem sucedida de um míssil superfície-ar dos Estados Unidos contra um alvo voando em janeiro de 1950.